# Anacithara simplex
Anacithara simplex is een slakkensoort uit de familie van de Horaiclavidae. De wetenschappelijke naam van de soort is voor het eerst geldig gepubliceerd in 1932 door Turton W. H..